# Teoloyucan
Teoloyucan är en stad i Mexiko, och administrativ huvudort i kommunen Teoloyucan i delstaten Mexiko. Teoloyucan ligger i den centrala delen av landet, cirka 30 kilometer nordväst om Mexico City och tillhör Mexico Citys storstadsområde. Staden hade 51 255 invånare vid folkmätningen 2010.

## Galleri

Stadshuset.
Staty på torg.
Klocka i park.
San Antonio de Padua-kyrkan.
En gata, centralt.